# Zygmunt Holewiński
Zygmunt Holewiński (ur. 1 czerwca 1898 w Warszawie, zm. 27 maja 1989 w Pruszkowie) – żołnierz Wojska Polskiego, działacz polskiego ruchu oporu w czasie II wojny światowej, więzień niemieckich obozów koncentracyjnych.

## Życiorys
Zygmunt Holewiński urodził się w Warszawie w rodzinie z tradycjami patriotycznymi. Przodkowie jego byli uczestnikami powstań narodowych. Ukończył średnią szkołę o profilu handlowym a następnie studia na Wydziale Ogrodniczym Wyższej Szkoły Ogrodniczej (dzisiejszej SGGW). 13 listopada 1918 jako ochotnik dołączył do 1 pułku piechoty Legionów. Z małą przerwą walczył do 1 września 1920. Wziął udział w obronie Lwowa – odznaczony za to odznaką honorową „Orlęta” oraz bitwach pod Sokołem, Ołyką, Surażem, Daniłowem, Paprociami oraz w kampanii litewskiej w 201 pułku piechoty. 6 września awansował, uzyskując stopień kaprala. 25 listopada został urlopowany z wojska a 8 marca 1923 ostatecznie przeniesiony do rezerwy.
W okresie międzywojennym pracował jako instruktor ochrony przeciwpożarowej i wymieniany jest jako jeden z ważnych działaczy ruchu pożarnictwa w Polsce. W tym czasie został prezesem Ochotniczej Straży Pożarnej w Ożarowie i podjął się jej rozbudowy. W chwili wybuchu II wojny światowej zgłosił się do Batalionu Ochotniczego, 16 września 1939 w Łucku otrzymał jednak rozkaz powrotu do miejsca zamieszkania, tj. do Ożarowa. Na przełomie 1939/1940 wspólnie z Teodorem Ozdobińskim organizował w Ożarowie tajne struktury organizacji wojskowej. 3 marca 1943 został aresztowany przez Gestapo w swoim gospodarstwie w Ożarowie i osadzony na Pawiaku. 29 kwietnia 1943 jako więzień polityczny został przewieziony do obozu koncentracyjnego w Oświęcimiu, gdzie nadano mu numer 119270. W czasie pobytu w obozie, jako jeden z kilkunastu więźniów, przeżył tzw. „styczniową noc wigilijną 1943” – polegającą na tym, że tysiące więźniów przez całą noc było polewanych wodą na mrozie. 3 marca 1944 Holewiński został przeniesiony do obozu koncentracyjnego Bruttig nad Mozelą a następnie do obozu Mittelbau-Dora, gdzie pracował przy wykuwaniu tuneli dla montażu rakiet V1 i V2. Ostatnim z jego wojennych etapów był obóz koncentracyjny Ravensbrück, gdzie trafił w ostatnich dniach kwietnia 1945. Wraz z innymi więźniami tego obozu został oswobodzony przez żołnierzy amerykańskich. 
Po powrocie do Ożarowa Holewiński pracował w Ochotniczej Straży Pożarnej. Mieszkał w Ożarowie Mazowieckim do 1969. Ostatnie 20 lat swojego życia spędził w Piastowie. Zmarł 27 maja 1989. Został pochowany w grobowcu rodzinnym na Cmentarzu Powązkowskim w Warszawie.

## Odznaczenia
- Odznaka pamiątkowa „Orlęta”
- 1920 – Medal Pamiątkowy za Wojnę 1918-1921 – „Polska Swemu Obrońcy 1920”
- 1948 – Medal Wojska  po raz 1, 2, 3 i 4 – przez Szefa Sztabu Głównego MON w Londynie
- 1948 – Złoty Krzyż Zasługi
- 1970 – Medal Zwycięstwa i Wolności 1945
- 1971 – Odznaka Grunwaldzka
- 1975 – Krzyż Armii Krajowej
- 1987 – Krzyż Oświęcimski